# Deschimag
Deutsche Schiff- und Maschinenbau Aktiengesellschaft (Deschimag) bylo konsorcium osmi německých loděnic z let 1926–1945. Většina v něm zahrnutých loděnic však byla během několika let zavřena, nebo prodána. Aktivní zůstaly loděnice AG Weser v Brémách a G. Seebeck AG v Bremerhavenu.

## Historie

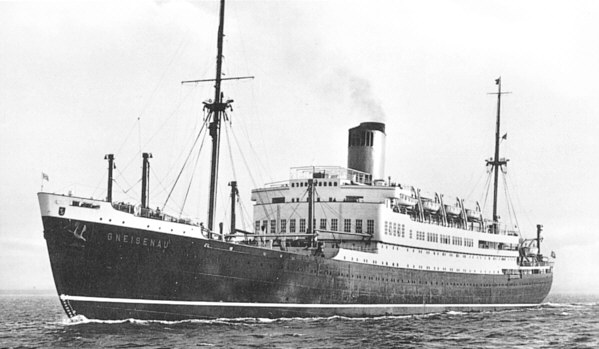
SS Gneisenau

Koncern Deschimag vznikl roku 1926 sloučením brémské loděnice AG Weser s dalšími sedmi loďařskými podniky v ekonomických potížích. Jednalo se o loděnice Vulkan-Werke Hamburg AG v Hamburku, Joh. C. Tecklenborg AG ve Wesermünde, AG Vulcan Stettin ve Štětíně, G. Seebeck AG v Geestemünde, AG Neptun v Rostocku, Nüscke & Co. AG ve Štětíně a Frerichswerft AG v Einswardenu. V nově vzniklé společnosti měla loděnice AG Weser vůdčí postavení. Lepší koncentrací a koordinací sil mělo být dosaženo větší ekonomické efektivity. Vznikl největší německý podnik zabývající se lodním stavitelstvím, přesto byl vážně postižen hospodářskou krizí. Roku 1929 byla dokončena pasažérská loď SS Bremen pro rejdařství Norddeutschen Lloyd. Nedostatek dalších zakázek však vedl k propuštění 40 % zaměstnanců. Většina loděnic pod hlavičkou Deschimag byla postupně prodána, uzavřena, nebo zkrachovala. Krizi přečkaly mateřská AG Weser a dále loděnice G. Seebeck AG, která se zaměřovala na menší plavidla.
Situace se zlepšila po několika letech. Roku 1933 přišla další objednávka od Norddeutschen Lloyd a roku 1934 společnost získala první ze série zakázek pro německou Reichsmarine a později též Kriegsmarine. Objednány byly zejména torpédoborce a ponorky. V rámci diverzifikace byl roku 1933 založen letecký výrobce Weser Flugzeugbau (Weserflug), který později získal samostatnost. Rychlý rozvoj německého námořnictva za nacistického režimu znamenal i první zakázky na těžké válečné lodě. V letech 1936–1937 byly v loděnici založeny kýly těžkých křižníků Seydlitz a Lützow, které však nakonec zůstaly nedokončeny. Stejný osud měla dvojice bitevních lodí třídy H, z nichž první byla v loděnici AG Weser rozestavěna v září 1939. Za druhé světové války loděnice stavěla rovněž ponorky, minolovky a hlídkové čluny. Roku 1941 získal většinu v loděnicích AG Weser a G. Seebeck AG německý koncern Krupp. V dubnu 1945 obě loděnice obsadila spojenecká vojska. Po válce mateřská společnost Deschimag zanikla, přičemž obě loděnice nadále fungovaly nezávisle. Seebeck obnovil provoz roku 1949 (později se stal součástí loděnice Bremer Vulkan) a AG Weser roku 1951 (zanikl 1983).

## Postavená plavidla (výběr)

### Bitevní lodě
- Třída H
  - J (stavba zrušena)

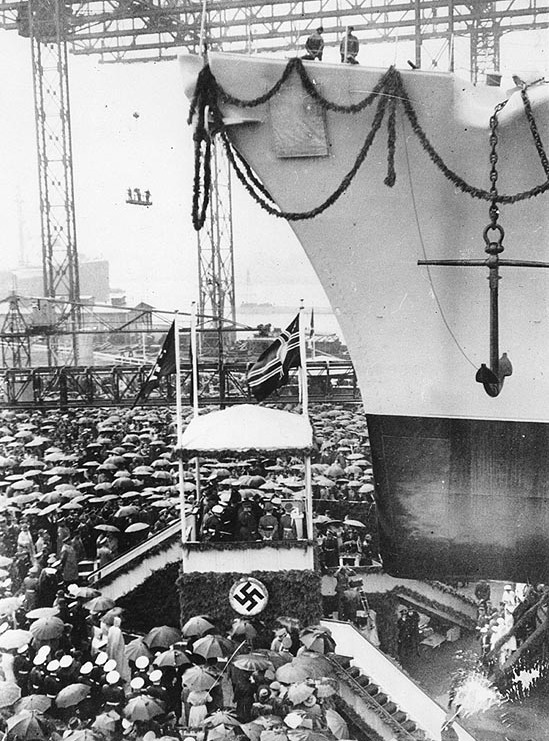
Spuštění těžkého křižníku Seydlitz na vodu

  - K (stavba zrušena před založením kýlu)

### Křižníky
- Třída Admiral Hipper
  - Seydlitz
  - Lützow

### Torpédoborce
- Zerstörer 1934A (4 ks)
- Zerstörer 1936 (6 ks)
- Zerstörer 1936A (8 ks)
- Zerstörer 1936A (mob) (4 ks)
- Zerstörer 1936B (3 ks, 2 nedokončeny)
- Zerstörer 1936C (5 nedokončeno)
- Zerstörer 1942 (1 nedokončen)
- Zerstörer 1944 (5 nedokončeno)

### Ponorky
- Typ I (2 ks)
- Typ VII (6 ks)
- Typ IX (193 ks, včetně 16 ks od loděnice Seebeck)
- Typ XXI

### Civilní lodě
- SS Lichtenfels – nákladní loď

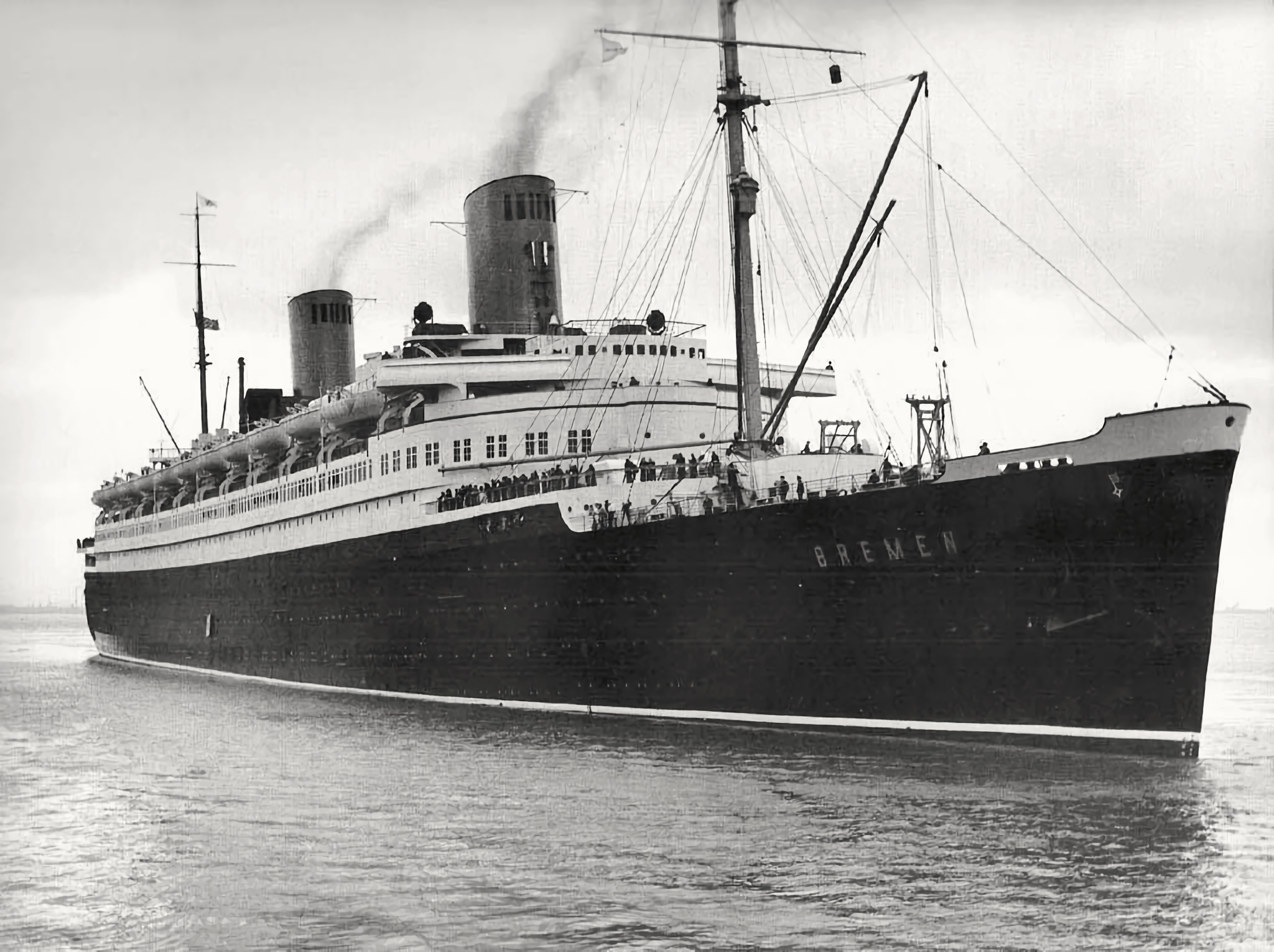
Pasažérská loď Bremen

- SS Bremen – pasažérská loď pro Norddeutscher Lloyd
- SS Scharnhorst – pasažérská loď pro Norddeutscher Lloyd, v Japonsku přestavěna na letadlovou loď Šinjó
- SS Gneisenau – pasažérská loď pro Norddeutscher Lloyd
- Terje Viken – továrna na zpracování ryb
- Kandelfels – obchodní loď, přestavěna na pomocný křižník Pinguin
- Ems – obchodní loď, přestavěna na pomocný křižník Komet